# Анастас Константиновић
Анастас Константиновић био је српски иконописац из XIX века.

## Биографија
Анастас Константиновић је родоначелник породице Константиновић-Анастасијевић којој су припадали и његови синови Константин и Димитрије. Првим његовим познатим радом сматрају се бочне двери и иконе виших зона у цркви Свете Тројице у Рипњу, из 1830. Сликао је иконе за цркву брвнару у Смедеревској Паланци, као и у неким црквама у околини Београда и Крагујевца.
Анастас Константиновић се помиње у ктиторском запису на унутрашњој страни поклопца кивота Стефана Дечанског. Верује се да је Анастас израдио сликане делове кивота. По мишљењу Иване Женарју Рајовић:
Кивот Стефана Дечанског, који су у Дечанима 1849. израдили дуборезац Димитар Станишев и зограф Анастас Константиновић, представља изванредан пример симбиозе мијачког дуборезбарства и зографског сликарства XIX века. Он је од великог значаја за националну српску историју, проучавање нововековне уметности на Балкану и феноменологију визуелне културе и култова. Његово проучавање отвара и разнородна питања која се тичу ктиторства, ауторства, узора, а из тог обиља за овај текст изабрани су само иконографија сликаних медаљона и њени узори. Кивот Светог краља представља заокружено уметничко дело, које красе ликови светих српских владара и црквених великодостојника, који чине највећу такву галерију у српској уметности XIX века.